# سيدريك هنتر (لاعب كرة قاعدة)
سيدريك هنتر (بالإنجليزية: Cedric Hunter)‏ هو لاعب كرة قاعدة أمريكي، ولد في 10 مارس 1988 في ديكاتور في الولايات المتحدة.

## وصلات خارجية
- سيدريك هنتر على موقع دوري كرة القاعدة الرئيسي (الإنجليزية)
- سيدريك هنتر على موقعبيزبول رفرنس.كوم (الدوري الرئيسي) (الإنجليزية)
- سيدريك هنتر على موقعبيزبول رفرنس.كوم (الدوري الثانوي) (الإنجليزية)